# Estação Kifissia
Kifissia é uma das estações terminais da Linha 1 do metro de Atenas.